# Лашкевич, Алексей Николаевич
Алексей Николаевич Лашкевич (бел. Аляксей Мікалаевіч Лашкевіч; род. 26 июля 1978, Гомель, Белорусская ССР, СССР) — белорусский профессиональный баскетболист, выступавший на позиции тяжёлого форварда. Трижды участвовал в «Матчах звезд» Словении (2003, 2004, 2005 г.г.) и дважды Белоруссии (2012, 2013 г.г.).

## Биография
Алексей Лашкевич — воспитанник гомельской СДЮШОР № 9. Первый тренер — Светлана Владимировна Волощук. В 1993—1997 годах проходил обучение в Республиканском училище олимпийского резерва в Минске.
В чемпионате Беларуси дебютировал в сезоне 1993/1994 в клубе РТИ-2-РУОР и завоевал с ним в возрасте 16 лет золотую медаль чемпиона Беларуси. Набравшись опыта, стал одним из лидеров клуба РУОР, выигравшего чемпионат Беларуси в сезоне 1996/1997. Затем выступал два сезона в клубе РТИ-ОЗАА, с которым стал серебряным и бронзовым призёром чемпионата Беларуси.
В 1999 году уехал в Словению, выступал за клуб «Хелиос» из Домжале, выиграл с ним чемпионат и Кубок Словении в сезоне 2006/2007.
В 2010 году вернулся в Белоруссию, выступал за клуб «Минск-2006», позже переименованный в «Цмоки-Минск», выиграл с ним по 8 раз чемпионат и Кубок Беларуси, выступал в Единой лиге ВТБ и еврокубках. С 2012 года — капитан команды. С 2017 года — играющий тренер резервной команды «Цмоки-Минск». В 2018 году завершил игровую карьеру.

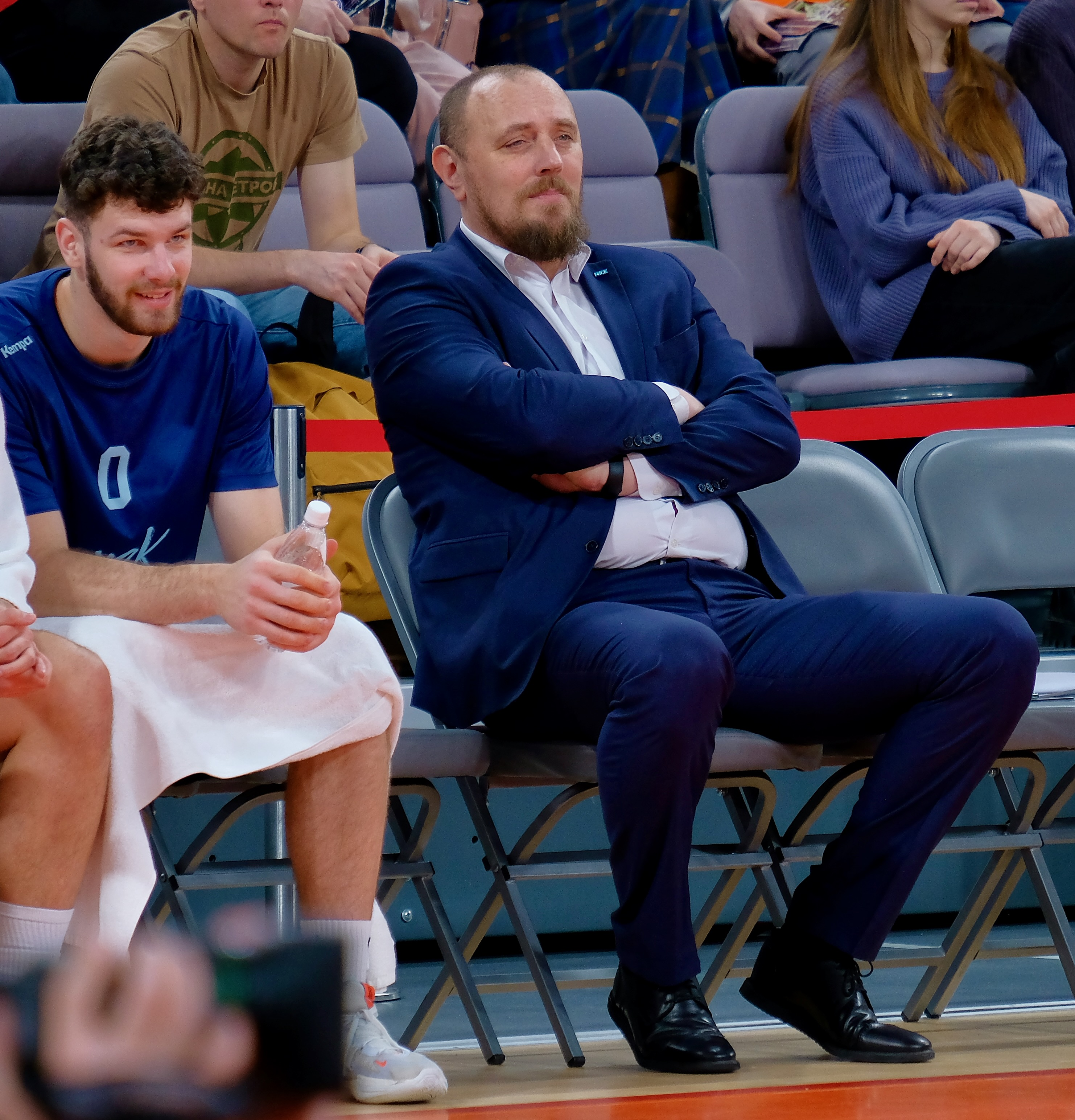
В составе тренерского штаба Минска (2024)

После окончания игровой карьеры работал ассистентом главного тренера резервной команды «Цмоки-Минск». В 2020 году перешёл на ту же должность в молодёжную команду «Цмоки-Минск».
В 2021 году руководил юниорской сборной Беларуси (U-18) по баскетболу 3х3, завоевавшей бронзовые медали Кубка мира. В 2024 году руководил юношеской сборной Беларуси (U-16) по баскетболу 3х3, выигравшей международный турнир «Дети Азии».

## Сборная Беларуси
В сборной Беларуси дебютировал в 1999 году, но после отъезда в Словению долгое время в сборную не привлекался. Вернулся в сборную в 2010 году, участвовал в отборочных играх к чемпионату Европы. В 2014 году объявил о завершении выступлений за сборную.

## Личная жизнь
Отец, Николай — водитель. Мать, Людмила Ивановна — технолог на заводе «Коралл». Младшие братья — Артем и Максим. Жена — Оксана, дочь Александра (2004 г.р.).

## Достижения
- Чемпион Беларуси 1993/94, 1996/97, 2010/11, 2011/12, 2012/13, 2013/14, 2014/15, 2015/16, 2016/17, 2017/18.
- Серебряный призёр чемпионата Беларуси 1998/99.
- Бронзовый призёр чемпионата Беларуси 1997/98.
- Обладатель Кубка Беларуси 1997, 2010, 2011, 2012, 2013, 2014, 2015, 2016, 2017.
- Чемпион Словении 2006/07.
- Серебряный призёр чемпионата Словении 2007/08, 2008/09.
- Обладатель Кубка Словении 2006/07.